# 花蓮芝麻蝸
花蓮芝麻蝸（学名：Diplommatina karenkoensis）为芝麻蝸牛科芝麻蝸牛屬下的一个种。該物種主要分佈於臺灣東部花蓮一帶低海拔山區，例如花蓮壽豐。該物種的種名來自模式標本產地花蓮。